# Nivaldo Alves Freitas Santos
Nivaldo Alves Freitas Santos (São Nicolau, 10 de julho de 1988) é um futebolista profissional cabo-verdiano que atua como defensor.

## Carreira
Nivaldo representou o elenco da Seleção Cabo-Verdiana de Futebol no Campeonato Africano das Nações de 2015.